# Kvädöfjärden (naturreservat)
Kvädöfjärden är ett naturreservat inom Tjusts skärgård i Valdemarsviks kommun. Det omfattar Licknevarpefjärden, Kvädöhalvön, Svinö och ett antal öar och skär öster om dessa. Kvädö ligger i allra nordöstligaste delen av Småland men inom Östergötlands län.
Kvädöfjärdens naturreservat förvaltas av Länsstyrelsen Östergötland.